# Dendrobium strebloceras
Dendrobium strebloceras är en orkidéart som beskrevs av Heinrich Gustav Reichenbach. Dendrobium strebloceras ingår i släktet Dendrobium, och familjen orkidéer. Inga underarter finns listade i Catalogue of Life.

## Bildgalleri

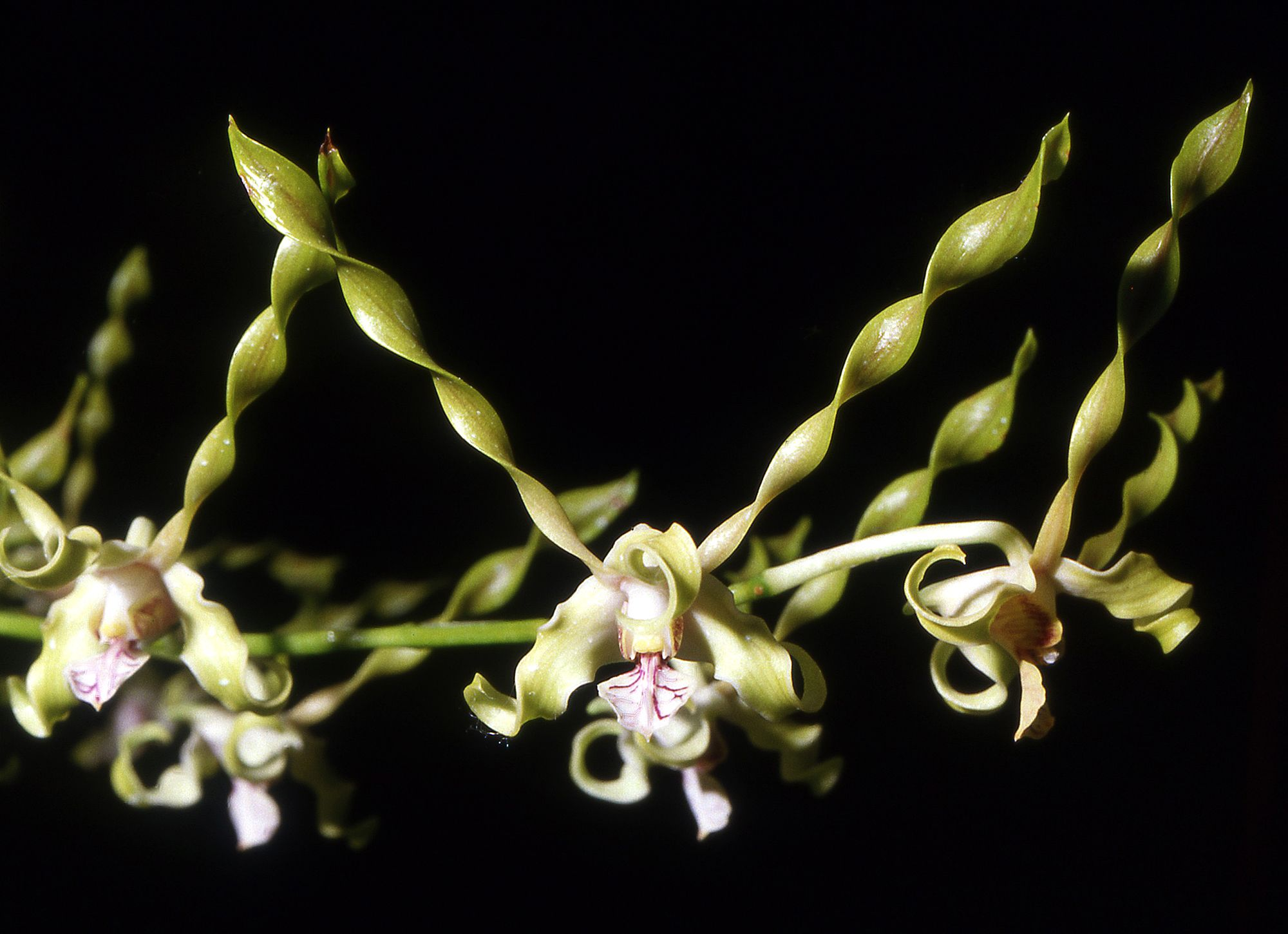